# Академия изящных искусств (Хельсинки)
Академия изящных искусств (фин. Taideyliopiston Kuvataideakatemia) — высшее учебное заведение Финляндии, расположенное в Хельсинки, с 2013 года входящее в состав Университета искусств и дающее теоретическую и практическую подготовку в области изящных искусств.

## История
Академия была основана в 1848 году частным фондом — Художественное общество Финляндии (фин. Suomen Taideyhdistys также Финское художественное общество или Финская ассоциация искусств). Первоначальное название учебного заведения — Рисовальная школа Художественного общества Финляндии .
В 1939 году переименована в Школу Финляндской академии художеств (фин. Suomen Taideakatemian koulu).
В 1985 году школе присвоено название Академии изящных искусств. В начале 1993 года статус Академии был повышен до университетского уровня. За 3,5 года очного обучения учащимся присваивалась степень бакалавра изящных искусств, а за 5,5 лет — степень магистра искусств.
В учебном 2012/2013 году число студентов составило около 280 человек.
В 2013 году Академия вошла в состав Университета искусств. В том же году была учреждена Премия академии изящных искусств Финляндии, вручаемая раз в два года.